# (8000) Isaac Newton
(8000) Isaac Newton (1986 RL5) – planetoida z pasa głównego asteroid okrążająca Słońce w ciągu 5,38 lat w średniej odległości 3,07 au. Została odkryta 5 września 1986 roku przez Henriego Debehogne. Nazwa planetoidy pochodzi od angielskiego uczonego Isaaca Newtona.